# Comuna Heikivka, Krîvîi Rih
Heikivka (în ucraineană Гейківка) este o comună în raionul Krîvîi Rih, regiunea Dnipropetrovsk, Ucraina, formată din satele Heikivka (reședința), Ivanivka, Krîvbas, Novîi Kremenciuk, Pavlivka și Rannii Ranok.

## Demografie
Componența lingvistică a satului Heikivka
     Ucraineană (90,1%)
     Rusă (9,41%)
     Alte limbi (0,27%)
Conform recensământului din 2001, majoritatea populației satului Heikivka era vorbitoare de ucraineană (90,1%), existând în minoritate și vorbitori de rusă (9,41%).